# Союз TMA-16M
Союз ТМА-16М — російський пілотований космічний корабель, пілотований політ, який розпочався 27 березня 2015 року до Міжнародної космічної станції та завершився 12 вересня 2015 року. TMA-16M став 123-м стартом «Союзу», перший політ якого відбувся 1967 року.

## Ключові події польоту
Корабель стартував зі стартового комплексу майданчика №1 космодрому «Байконур» 27 березня 2015 року о 22:42 мск і 28 березня 2015 року о 4:43 мск пристикувався до малого дослідницького модуля «Поиск» МКС. Корабель доставив на навколоземну орбіту космонавта Геннадія Падалку — командира екіпажу, бортінженера експедиції МКС-43, командира експедиції МКС-44; Михайла Корнієнка — бортінженера ТПК і експедиції МКС-43, МКС-44, МКС-45, МКС-46; а також американського астронавта Скотта Келлі — бортінженера ТПК, бортінженера експедиції МКС-43/44 і командира корабля МКС-45/46.
28 серпня космонавти на борту МКС здійснили перестикування корабля «Союз ТМА-16М» від модуля «Поиск» до модуля «Звезда». Перестикування здійснювалося в ручному режимі та тривало 18 хвилин. Операцію було зроблено для звільнення місця для майбутнього пристикування корабля «Союз ТМА-18М».
12 вересня 2015 року в 00:29 мск «Союз ТМА-16М» з екіпажем у складі учасника експедицій МКС 43 і 44 Геннадія Падалки, а також учасників експедиції відвідування-18 Айдина Айимбетова і Андреаса Могенсена відстикувався від МКС. О 3:52 мск 12 вересня корабель успішно приземлився у заданому районі в Казахстані.

## Екіпаж
- (ФКА) Геннадій Падалка (5-й космічний політ) — командир екіпажу[6][7]
- (ФКА) Михайло Корнієнко (2) — бортінженер
- (НАСА) Скотт Келлі (4) — бортінженер

Рішенням Федерального космічного агентства (Роскосмос) і НАСА, спільно з міжнародними партнерами, Михайло Корнієнко і Скотт Келлі пропрацюють на борту Міжнародної космічної станції протягом року. Це буде перший політ із річною місією на МКС.

## Дублери
- (ФКА) Олексій Овчинін (1-й космічний політ) — командир екіпажа
- (ФКА) Сергій Волков (3) — бортінженер
- (НАСА) Джеффрі Вільямс (4) — бортінженер

## Джерело
- Плановані польоти(рос.)